# Respiratorisk syncytialvirus
Respiratorisk syncytialvirus (forkortet RS-virus og RSV) er en virus i virusfamilien Paramyxoviridae som kan give luftvejssygdomme.

## Virussen
RS-virus tilhører virusfamilien Paramyxoviridae. Virussen er en kappeklædt, non-segmenteret, negativ-rettet RNA-virus. Den inddeles i to typer kaldet A og B som igen inddeles i en række undertyper.

## Sygdommen
Infektion med RS-virus er en almindeligt forekommende vintersygdom i perioden fra december til marts, hvor den ofte forekommer samtidig med influenza. Oftest fås milde forkølelseslignende symptomer som varer 1-2 uger, men nogle gange er forløbet mere alvorligt. Spædbørn, ældre og immunsvækkede personer er især i risiko. Infektionen kan føre til akut bronkitis og bronkiolitis hos børn. Sygdommen begynder hos børn med nysen, løbende næse og feber. Dernæst kan der komme hoste og vejrtrækningsbesvær hvilket kan føre til blåfarvning på grund af iltmangel.
RS-virus smitter gennem luften fra væskedråber fra hosten og nysen. Virussen kan overføres mellem mennesker tæt på hinanden eller via overflader på for eksempel på dørhåndtag, telefoner, tastaturer og legetøj som man rører ved. Inkubationstiden er normalt fra 2 til 8 dage. Dødeligheden er lille. Et studie blandt børn under 5 år i Danmark for perioden 2010-2015 viste en dødelighed på 0,04 %.
Infektion med RS-virus giver kun kortvarig immunitet, og immuniteten gælder kun for den type RS-virus (A eller B) som man er smittet med. Der er pr. 2023 to godkendte vacciner i Danmark mod RS-virus: Arexvy fra GSK og Abrysvo fra Pfizer.

## Epidemien i september 2021
I september 2021 var der en epidemi med RS-virus i Danmark som var usædvanlig ved være så tidligt på efteråret. Epidemien var også usædvanlig ved at ramme mange børn op til 4-års alderen, hvor oftest kun spædbørn indtil 1½ år rammes. Epidemier begyndte i juni og juli og tiltog stærkt i september med over 1000 testet positive for RS-virus om ugen, hvilket er 3-4 gange højere end for normalt i vintersæsonen. Der var også tilsvarende epidemier i en række andre lande. Statens Serum Institut mener at epidemien skyldtes at befolkningen ikke blev eksponeret for RS-virus i vinteren 2020-2021 på grund af restriktionerne som blev indført i forbindelse med COVID-19-pandemien i Danmark, og derfor på det tidspunkt havde meget lille immunitet overfor RS-virus.